# Stan Pilecki
Pour les articles homonymes, voir Pilecki.
Stanislaus Joseph Pilecki, né le 4 février 1947 à Augustdorf en Allemagne et mort le 20 décembre 2017, est un joueur australien de rugby à XV d'origine polonaise.
Il a émigré en Australie en 1950 et a joué avec l'équipe d'Australie et les Queensland Reds au poste de pilier. 

## Biographie
Stan Pilecki est né dans un camp de réfugiés à Augustdorf en Allemagne. 

### Carrière

#### En club
- Queensland Reds

Il est le quatrième joueur le plus sélectionné avec les Reds.

#### En équipe nationale
Il a effectué son premier test match le 11 juin 1978 contre l'équipe du Pays de Galles et son dernier test match fut le 20 août 1983 contre l'équipe de Nouvelle-Zélande.

### Palmarès

#### En club
- 122 matchs avec les Queensland Reds

#### En équipe nationale
- Nombre de matchs avec l'Australie : 18
- Sélections par année : 4 en 1978, 5 en 1979, 3 en 1980, 2 en 1982, 4 en 1983